# Maksímovo
Maksímovo (en rus: Максимово) és un poble de l'óblast de Vladímir, a Rússia, segons el cens del 2010 tenia 317 habitants. Pertany al districte municipal de Mélenki.